# 李錦寿
李 錦寿（り くんす、2002年9月5日 - ）は、ジャパンラグビーリーグワンの埼玉パナソニックワイルドナイツに所属するラグビーユニオン選手。

## 来歴
4歳の時に、尼崎ラグビースクールに入部。
東大阪朝鮮中級学校から大阪朝鮮高級学校へ進み、1年から花園（全国高等学校ラグビーフットボール大会）に出場。3年では副将を務める。
帝京大学に入る。1年から9番をつけ、関東大学対抗戦Aグループに6試合、大学選手権3試合に出場し、優勝に貢献した。関東大学オールスターにも2年連続選出された。大学2年・3年時は、関東対抗戦、大学選手権すべてに出場。
大学4年の2025年1月13日、帝京大学が大学選手権4連覇を達成した決勝戦でも、9番で出場した。
2025年1月14日、アーリーエントリーで埼玉パナソニックワイルドナイツに加入した。同年3月、帝京大学卒業。